# Lampung jezici
Lampung jezici, jedna od glavnih skupina malajsko-polinezijskih jezika kojim govori plemena i naroda na području Sumatre u Indoneziji.  Obuhvaćala je po ranijoj klasifikaciji (9) jezika obuhvaćenih u dvije podskupine, to su:
a) Abung (3): abung (lampung nyo), kayu agung (izgubuio status jezika;danas se smatra dijalektom jezik komering), ranau (izgubio status jezika; danas se smatra dijalektom jezika lampung api).
b) Pesisir (6): komering, krui ([krq], povučen, Dijalekt jezika lampung api), lampung, južni pesisir [pec], povučen. Dijalekt jezika lampung api), pubian ([pun]; povučen. Dijalekt jezika lampung api), sungkai ([suu]; povučen. Dijalekt jezika lampung api).
Prema novijoj klasifikaciji jezici koji im pripadaju su: lampung nyo [abl], lampung api [ljp] i komering [kge]

## Vanjske poveznice
- Ethnologue (14th)